# Gia Tân 3
Gia Tân 3 là một xã thuộc huyện Thống Nhất, tỉnh Đồng Nai, Việt Nam.
Xã Gia Tân 3 có diện tích 19,03 km², dân số năm 1999 là 19.766 người, mật độ dân số đạt 1.039 người/km².

## Hành chính
Xã Gia Tân 3 được chia thành 4 ấp: Gia Yên, Tân Yên, Phúc Nhạc 1, Phúc Nhạc 2.